# 415
El 415 (CDXV) fou un any comú començat en divendres del calendari julià.

## Naixements
- Neix Euric, rei dels Visigots

## Necrològiques
- Mor la filòsofa neoplatònica Hipàcia a mans de gent cristiana, a Alexandria.
- Mor Sigeric (rei dels visigots).